# Al-Walid I.

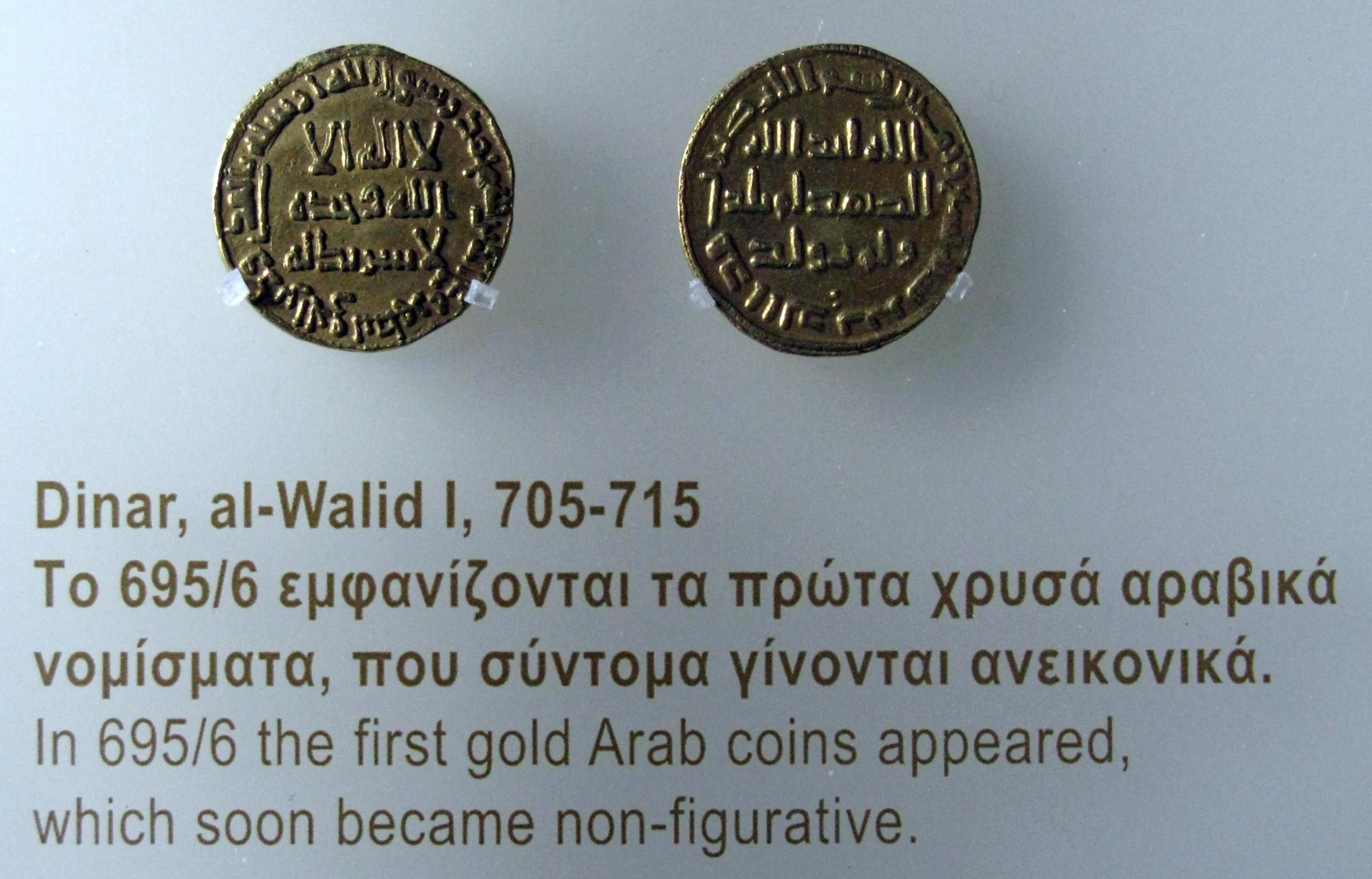
Dinar des al-Walid I., wie er in Nahr Tira (oder Nahr-e Tirā, in Chuzestan) um 713/714 geprägt wurde, im Numismatischen Museum von Athen

al-Walid I. (arabisch الوليد بن عبد الملك al-Walīd ibn ʿAbd al-Malik, * 668; † 23. Februar 715 in Damaskus) war der sechste Kalif der Umayyaden. Er regierte von 705 bis 715.

## Leben
al-Walid ibn Abd al-Malik trat am 8. Oktober 705 die Nachfolge seines Vaters Abd al-Malik (685–705) an. Während seiner Regierung wurde die Herrschaft der Umayyaden weiter gefestigt, wobei er sich auf die bewährten Statthalter seines Vaters stützte (u. a. al-Haddschādsch).
Unter al-Walid erreichte das Kalifat seine größte Ausdehnung. So wurden im Westen die Eroberung des Maghreb abgeschlossen und unter Tariq ibn Ziyad 711 die Eroberung des Westgotenreichs eingeleitet. Im Osten des Reiches wurden Sindh und das Industal unter Muhammad ibn al-Qasim (711) sowie Transoxanien unter Qutaiba ibn Muslim (seit 712) unterworfen. Neben der Sicherung der Kaukasusgebiete gegen die Einfälle der Chasaren (711–713) konnten auch Erfolge gegen Byzanz erzielt werden. Der von al-Walid vorbereitete Feldzug gegen Konstantinopel wurde aber erst unter seinem Nachfolger Sulayman (715–717) ausgeführt.

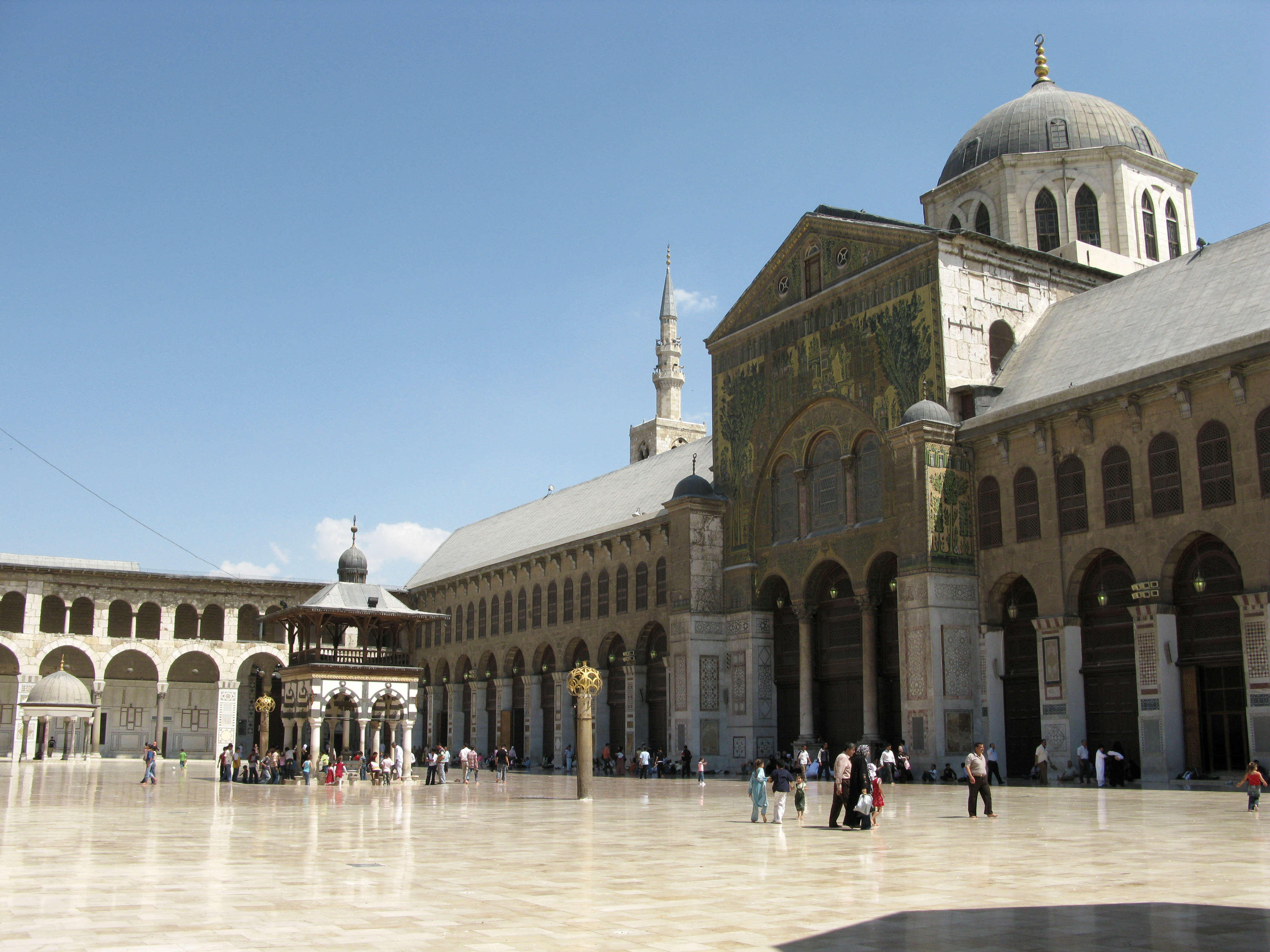
Umayyaden-Moschee

Für Pilger und Reisende förderte er den Bau von Straßen vor allem nach Mekka, die Anlage von Brunnen, Herbergen und Hospizen. Unter ihm wurden die Umayyaden-Moschee in Damaskus als größter islamischer Sakralbau errichtet (707–715) und die Prophetenmoschee in Medina erweitert (707). Auch die Fertigstellung der al-Aqsa-Moschee in Jerusalem zwischen 706 und 717 fällt wohl in seine Regierungszeit. Diese umfangreiche Bautätigkeit stellte aber eine schwere Belastung für die Bevölkerung dar. Allein die Errichtung der Umayyaden-Moschee in Damaskus soll 5,6 Millionen Golddirham verschlungen haben. Al-Walid starb am 23. Februar 715.

## Weiteres
al-Walid I. wird in der Nationalhymne Syriens erwähnt.